# The Binding of Isaac
The Binding of Isaac est un jeu indépendant d'action-aventure créé par Edmund McMillen et Florian Himsl, et sorti le 28 septembre 2011 sur Steam. L'interface et le gameplay font référence à ceux du jeu The Legend of Zelda paru sur NES, à la différence que les combats se déroulent la plupart du temps à distance, Isaac se battant au moyen de ses larmes qu'il utilise comme projectiles. Au fil de l'aventure, il obtiendra néanmoins des armes qui, combinées, permettent d'offrir une grande variété de gameplay.
L'ambiance visuelle générale est gore, malsaine et morbide par la présence de corps démembrés, de fœtus, d'excréments et de monstres représentant des organes, mais néanmoins attrayante par le choix d'une représentation cartoon des différents décors et protagonistes. La musique est composée par Danny Baranowsky et n'est pas sans rappeler celle de Super Meat Boy, dont il est également le compositeur.
Plusieurs extensions viennent ajouter du contenu au jeu au fil des années, le rendant chaque fois plus complet et difficile. Le DLC The Binding of Isaac: Wrath of the Lamb sort le 28 mai 2012, suivi par The Binding of Isaac: Rebirth le 4 novembre 2014, qui se rapproche d'un remake complet du jeu avec un changement du moteur et des graphismes. The Binding of Isaac: Afterbirth sort le 30 octobre 2015, Afterbirth † le 3 janvier 2017, et la dernière en date The Binding of Isaac: Repentance le 31 mars 2021.

## Trame

### Histoire
Isaac et sa mère vivent paisiblement dans leur maison jusqu'au jour où la pieuse mère d'Isaac entend « une voix venant du dessus », qui s'apparente à un message de Dieu, lui disant que son fils est corrompu par les péchés et lui demandant de retirer tout ce qui est mauvais pour lui. Sa mère obéit et confisque les jouets, les images et même les vêtements de son enfant. Une fois de plus la voix retentit, exigeant que le jeune Isaac soit écarté pour de bon de tout ce qui est mauvais dans le monde. Sa mère s'exécute et enferme Isaac dans sa chambre. La voix se fait de nouveau entendre et requiert qu'elle lui offre le sacrifice de son fils comme preuve de sa foi. Sa mère se saisit d'un couteau de boucher pour accomplir le souhait divin. Isaac, qui a assisté à la scène, tente alors d'échapper à sa mère en fuyant dans la cave de la maison, dont il trouve l'entrée cachée au fond du coffre à jouets de sa chambre.
C'est ainsi que durant tout le jeu Isaac va essayer de s'enfoncer le plus possible dans les sous-terrains de sa maison pour fuir la folie sanguinaire de sa propre mère. Au détour des salles que comportent les différents « niveaux », ou étages de la cave, Isaac est confronté à des créatures et des monstres surnaturels aux apparences nauséeuses évoquant des insectes, des organes ou encore des cadavres humanoïdes.
Le déroulement du jeu laisse volontairement de la place à la recherche et l'interprétation des rares éléments scénaristiques. En effet, seules quelques courtes animations lors des chargements entre les différents « niveaux » ainsi que les différentes cinématiques de fin permettent de rassembler les pièces nécessaires à la compréhension de l'histoire. Pendant les chargements Isaac est mis en scène de façon pathétique ; on le voit rejeté par d'autres enfants, tourné en ridicule, moqué, souvent en souffrant et en pleurant.
L'aspect fantastique du parcours d'Isaac laisse à penser que cet univers, l'univers du jeu, est entièrement issu de l'imaginaire de l'enfant. Le peu d'apport scénaristique peut laisser place à de nombreuses interprétations quant au sens de cette descente dans la cave et la présence des monstres.
Une interprétation possible est qu'Isaac n'est en réalité jamais descendu dans la cave, mais qu'il s'est réfugié dans le coffre de sa chambre. Ainsi pour échapper au danger et à la cruelle réalité du moment, l'enfant se cache et dans ce coffre où il est tourmenté par des événements marquants de sa vie.
Plusieurs éléments permettent de renforcer cette explication : d'abord, durant les phases de chargement, Isaac est représenté recroquevillé dans un espace sombre, à se remémorer des passages tristes ou humiliants de sa vie. Ensuite, dans chaque cinématique de fin, Isaac ouvre un gros coffre doré où il y découvre la plupart du temps un objet. Lors de la 10e fin déblocable, il y découvre un enfant bleu avec les yeux en croix, et il est alors victime d'une terrible révélation : cet enfant, c'est lui-même. De la même façon, la 11e fin montre Isaac prenant les différentes apparences des personnages jouables du jeu pour finir par rentrer dans le coffre avec un air résigné.

### Personnages
Des sept premiers personnages jouables, six font référence à des personnages bibliques : Isaac, Caïn, Judas, Ève, Magdalène et Samson. Le septième est nommé "???", plus communément appelé "Blue baby" par la communauté en référence au syndrome du bébé bleu. Chacun d'eux possède des stastistiques de départ différentes parmi lesquelles la puissance d'attaque, la vitalité, la vitesse de déplacement, la cadence de tir et les éventuels objets de départ. Mom est la représentation en jeu de la mère d'Isaac, c'est le boss du 6e donjon.
Isaac lui-même apparaît en tant que boss dans le niveau appelé « Cathédrale », tandis que "???" est le boss du « Coffre », qui font tous deux partie de l'extension du jeu. À partir du DLC The Binding Of Isaac: Rebirth, deux nouveaux personnages font leur apparition : Azazel, nouvelle référence biblique que l'on débloque en faisant trois échanges avec le diable, et The Lost, un personnage secret que l'on débloque en mourant sur des piques de sacrifice avec la babiole "Avis de recherche".
Les nouvelles extensions du jeu voient apparaître en tout une dizaine de nouveaux personnages, qui sont bien souvent des références bibliques : Lazarus, Éden, Lilith, Apollyon, Bethany ou encore le double personnage Jacob et Esau. Deux autres personnages secrets sont aussi apparus : Le Gardien et Le Délaissé, le premier étant débloqué en remplissant la machine à don du mode de jeu Avarice avec 1 000 pièces et le second en creusant à un endroit précis de la « Dark Room » avec la Pelle de maman. Les personnages secrets n’apparaissent sur la liste des personnages qu'après leur déblocage.

### Environnements
Isaac évolue dans quatre environnements différents se succédant avec une difficulté croissante, chacun étant découpé en deux étages tenus par un boss. Le premier environnement, ou chapitre, est The Basement, soit la cave de la maison d’Isaac. Le deuxième est The Caves, une grotte se trouvant sous la cave. Cet environnement introduit les précipices qu'on ne peut franchir qu'avec une échelle ou en faisant exploser un rocher adjacent avec une bombe, et les pics au sol. Le troisième environnement est The Depths, qui plonge Isaac dans des profondeurs parsemées d'ossements. On y trouve des blocs verrouillés à clé et des blocs veilleurs qui tirent sur Isaac. Arrivé au bout de ces trois chapitres, soit six étages, Isaac affronte sa mère, boss final permettant d'atteindre la première fin du jeu. Un dernier environnement se débloque une fois le jeu terminé et Mom battue : il s'agit de The Womb, l’utérus vivant de sa mère. Le boss final de cet environnement est Mom's Heart, soit littéralement le cœur de la mère d'Isaac. Après avoir battu le jeu plusieurs fois, ce cœur est remplacé par un fœtus (probablement soi-même).
La mise à jour d'Halloween 2011 ajoute un cinquième chapitre : Sheol, l'enfer hébreu tenu par Satan lui-même. Wrath of the Lamb ajoute des environnements alternatifs à chaque étage existant, tous comportant des monstres et boss différents des environnements originaux. The Cellar, ou le cellier, peut remplacer The Basement, The Catacombs (les catacombes) peut remplacer The Caves, et The Necropolis (la nécropole) peut remplacer The Depths. L'étage alternatif à Sheol est la cathédrale, lieu consacré au bout duquel on affronte un double de soi même. Un sixième environnement se débloque après avoir fini la cathédrale plusieurs fois, The Chest ou Le coffre, où l'on affronte le Blue Baby.

## Système de jeu

### Généralités
The Binding of Isaac est un jeu d'action-aventure « rogue-like » en 2D vu du dessus. Le joueur incarne Isaac, ou l'un des six autres personnages jouables, et doit explorer une suite de donjons aux salles rectangulaires, qui seront parfois verrouillées au moyen de mécanismes ou verrous, ou parfois camouflées par un mur, nécessitant une bombe pour le franchir.
Les personnages qu'incarne le joueur se battent en lançant leurs larmes dans les quatre directions de l'espace : haut, bas, gauche et droite. Le tir peut être brossé en se déplaçant au moment du lancer, la trajectoire des larmes étant dépendante du mouvement de leur lanceur. De nombreux objets peuvent modifier la manière dont les larmes se comportent tout en changeant l'apparence du personnage.
Le jeu comporte six donjons de base, chacun des donjons est constitué d'un labyrinthe de salles cachées que le joueur dévoilera sur sa carte au fur et à mesure de son avancée. Au terme de chaque niveau, le joueur doit battre un boss pour gagner un nouvel objet et descendre au niveau suivant. Dans le jeu, la mort est définitive, ce qui le rend difficile, oppressant et renforce l'aspect malsain général. La particularité du jeu est que les cartes des donjons sont générées de manière procédurale à chaque partie. Le fait qu'une situation n'a que très peu de probabilités de se reproduire à l'identique d'une partie à l'autre et qu'il existe une grande variété d'objets offre un immense potentiel de variations et confère une importante rejouabilité au jeu. Le joueur peut récolter différents objets qui lui donneront divers bonus. Certains améliorent la puissance des larmes du joueur, d'autres amélioreront la portée des larmes ou bien la vitesse du personnage, voire sa chance de trouver des objets en détruisant roches et excréments. Le nombre d'objets à récolter est important et certains doivent être débloqués, en mettant des pièces dans la machine du marchand par exemple. Certains objets améliorent la santé du personnage et d'autres font même apparaître un compagnon qui peut attaquer les ennemis.
En effectuant certaines actions, le joueur peut également découvrir plusieurs objets consommables qui lui rendront de la santé ou augmenteront ses pouvoirs. Le monde est persistant : les monstres et les objets ne réapparaissent jamais une fois battus ou utilisés mais ne disparaissent pas non plus quand on change de salle. La disponibilité en objets consommables est limitée, le joueur doit donc les utiliser avec parcimonie.

### Influences
Le titre du jeu et le scénario de base font référence à l'histoire biblique du sacrifice d'Isaac. On retrouve ainsi tout le long du jeu des personnages, monstres ou objets représentant des figures et références bibliques ou religieuses telles que Satan, le pacte avec le Diable, la grande prostituée, la couronne du Christ ou encore un ange gardien.
De façon générale, le jeu possède de nombreuses références à l'enfance d'Edmund McMillen. Ses parents, chrétiens très stricts, le harcèlement de l'enfance jusqu'au lycée, se reflètent dans ce jeu : entre deux niveaux certaines cinématiques montrent Isaac être la cible de moqueries parce qu'il porte une perruque ; humiliations allant jusqu'à se faire jeter des excréments. Ceci explique le ton sombre du jeu, à la limite du délire. En effet, Isaac se réfugie de la culpabilité (accusé par les autres enfants, la religion) dans sa boîte de jouets, élément également récurrent dans les jeux de McMillen.
L'idée de l'ajout de « ??? », autrement appelé par la communauté « Blue Baby » peut venir du pseudonyme d'Edmund McMillen sur NewGrounds, « BlueBaby ». Dans la 10e fin, Isaac trouve ??? dans le coffre avant de paniquer soudainement quand ??? le regarde. Symboliquement, cette rencontre représente une vision de la mort d'Isaac : les yeux en X sont utilisés dans les cartoons pour représenter la mort du personnage; la couleur bleue est caractéristique d'une mort par manque d'oxygène (on peut remarquer la récurrence des nœuds coulants à travers le jeu). Il représente un des extrêmes de son délire : il contemple sa propre mort comme ultime échappatoire (la panique ressentie peut s'expliquer par la peur instinctive de la mort ).
Le jeu est de façon générale rempli d'une très grande quantité de références, tant à l'univers des jeux indépendants ou non, le titre remaniant le concept des jeux d'aventure Zelda, qu'à celui d'Internet et de ses mèmes, on y retrouve fréquemment des figures emblématiques comme la Trollface , le Forever Alone ou le Shoop da Whoop.

## Musiques
La bande-son du jeu a été composée par Danny Baranowsky et contient 29 morceaux ainsi que 2 ajoutées avec l'Halloween Update. 9 musiques furent ajoutées avec la sortie de l'extension The Binding of Isaac: Wrath of the Lamb. Elle est disponible sur sa page Bandcamp depuis le 28 septembre 2011. Un second CD composé par Brent Kennedy devint disponible sur Bandcamp le 1er février 2013. Il contient 9 remix du CD original pour piano.

## Postérité

### The Binding of Isaac: Wrath of the Lamb
The Binding of Isaac a connu une extension nommée The Binding of Isaac: Wrath of the Lamb (La Colère de l'agneau) sortie le 28 mai 2012. Ce contenu téléchargeable est disponible sur la plateforme Steam et figurait dans le pack Humble Indie Bundle 7.
Cette extension est complémentaire au jeu de base et compatible avec la progression antécédente du joueur. Elle ajoute plus de 10 boss et une nouvelle fin, 100 objets, avec notamment une nouvelle catégorie d'objets appelée « Trinkets » (Bibelots), un nouveau personnage jouable, Samson, et des donjons alternatifs à ceux existants. L'extension ajoute également 10 « Challenges » (Défis), dont le but est de compléter le jeu en débutant avec différents types de malus .

### The Binding of Isaac: Eternal Edition
Un DLC gratuit de The Binding of Isaac: Wrath of the Lamb nommé The Binding of Isaac: Eternal Edition (Édition éternelle) est sorti le 5 mai 2015. Créée par Florian Himsl pendant le développement de The Binding of Isaac: Afterbirth, cette mise à jour a pour but d'amener les joueurs à retourner sur la version originale. Elle ajoute un mode « hard », des ennemis éternels (versions plus puissantes des ennemis d'origine) et des changements sur quelques objets à ramasser.

### The Binding of Isaac: Rebirth
Une réadaptation de The Binding of Isaac sort le 4 novembre 2014 sous le nom The Binding of Isaac: Rebirth, développée par Nicalis. Celui-ci ne tourne plus sous Flash et bénéficie de graphismes typés 16-bit, ainsi qu'une multitude de nouveaux objets et d'un mode hard. Cette nouvelle mouture intègre une bande son inédite avec plus de 32 pistes. Il est désormais possible de sauvegarder sa partie, et un système de « seed » permettant de partager la carte générée aléatoirement est implémenté. Les salles ne sont plus limitées à un seul écran et peuvent être juxtaposées pour former des grandes salles ou des salles allongées. Le jeu a aussi gagné un mode multijoueur local en coopération.
Edmund McMillen, concepteur du jeu, n'appréciait pas le design d'origine et a souhaité faire cette réadaptation en adoptant un graphisme proche du pixel-art tel qu'il l'avait souhaité dès le départ.

#### The Binding of Isaac: Afterbirth
Le 30 octobre 2015 sort sur Steam The Binding of Isaac: Afterbirth, un DLC du jeu The Binding of Isaac: Rebirth. Plusieurs items, personnages (Lilith et Keeper) et mode de jeu (Greed) y sont rajoutés. Un boss spécial qui récompense les joueurs ayant parcouru les premiers étages du jeu suffisamment rapidement, The Hush, propose un défi supplémentaire. Les salles peuvent suivre une configuration en « L » ou bien être plus étroites que celles du jeu original. Une bande-son intégrant celle de The Binding of Isaac: Rebirth et contenant 9 nouveaux morceaux est ajoutée après la sortie du DLC.

#### The Binding of Isaac: Repentance
Le 30 août 2018, le titre du dernier DLC du jeu est révélé sur YouTube par Nicalis. Edmund McMillen confirmera le lendemain qu'il s'agit du dernier DLC pour The Binding of Isaac: Rebirth, et affirme qu'il s'agit « pratiquement d'une suite » tant le nouveau contenu est massif. De nombreux éléments de ce DLC sont en fait tirés d'un mod du jeu créé par la communauté, The Binding of Isaac: Antibirth. On y trouve des chapitres inédits, deux nouveaux boss finaux, ainsi que du nouveau contenu sur l'ensemble du jeu (défis, ennemis, objets, salles). Deux nouveaux personnages jouables sont ajoutés, et chaque personnage de base possède désormais une version « corrompue », ajoutant ainsi 19 nouveaux personnages pour un total de 34,. Il sort le 31 mars 2021 sur PC et l'été suivant sur consoles.

## Accueil

### Ventes
En septembre 2014, le jeu s'était vendu à plus de 3 millions d'exemplaires.
| Date           | Nombre de ventes |
| -------------- | ---------------- |
| janvier 2012   | 450 000          |
| juillet 2012   | 1 million        |
| mars 2013      | 2 millions       |
| septembre 2014 | 3 millions       |